# Мижидерево
Мижидерево (Луков) (бел. Міждзераў) — деревня в Старосельском сельсовете Рогачёвского района Гомельской области Беларуси.

## География

### Расположение
В 16,5 км на север от Рогачёва, 6 км от железнодорожной станции Старосельский (на линии Могилёв — Жлобин), 137,5 км от Гомеля.

## История
В конце XIX — начале XX веков деревня в Кистенёвской волости Рогачёвского уезда Могилёвской губернии. В 1909 году в Луковском сельском обществе; 68 десятин земли, 50 десятин леса. Входила в Старосельский православный приход. С 20 августа 1924 года в составе Станьковского сельсовета Рогачёвского района Бобруйского (до 26 июля 1930 года) округа, с 20 февраля 1938 года Гомельской области. Во время Великой Отечественной войны 10 жителей погибли на фронте. Согласно переписи 1979 года входила в состав совхоза «Станьковский» (центр — деревня Станьков).

## Население

### Динамика
- 1909 год — 8 дворов, 60 жителей.
- 1926 год — 13 дворов, 89 жителей.
- 1959 год — 40 жителей (согласно переписи).
- 1979 год — 39 жителей.